# VKF
VKF（ブイ・ケー・エフ）は、日本の映像制作会社。大阪を中心に活動しているプロレスプロモーション「VKFプロレス（ブイ・ケー・エフ・プロレス）」の運営も行っている。

## 歴史
- 1992年、各種イベントの撮影、中継、収録とDVDの制作、販売をする会社として設立[1]。
- 1997年、CMLL JAPANの専属映像クルーとして初めてプロレスに関わって以降は新日本プロレス、全日本プロレス、ハッスル、マッスルなどのDVD制作と映像制作に携わる。
- 2008年、大阪プロレスの専属映像クルーに選任された。

## VKFプロレス

### 歴史
- 2007年8月3日、アゼリア大正で旗揚げ戦「VKF WRESTLE NANIWA」を開催。
- 2021年12月25日、来年から大阪プロレスの映像版として合流するため、天王寺区民センター大会「VKFプロレス最終回 聖夜の大決戦 OVER the LIMIT 2021 VKFプロレスから最後のクリスマスプレゼント」を最後に活動終了[2][3]。
- 2022年10月29日、アゼリア大正でVKFエンターテインメント30周年記念大会「EVENT's」を開催。

### タイトル
- VKF KING of WRESTLE NANIWA王座

### 主要参戦選手
- 金本浩二
- 冨宅飛駈
- バッファロー
- ツバサ
- 菅沼修
- ビリーケン・キッド
- 新井健一郎
- ゴア
- 政宗
- MIYAWAKI
- 藤田峰雄
- 谷嵜なおき
- KAZMA SAKAMOTO
- SUGI
- 進祐哉
- 勝村周一朗
- CHANGO
- ヤス久保田
- ヒデ久保田
- TORU
- 定アキラ
- 石田慎也
- 兼平大介
- 阿部史典
- 大谷譲二
- 菊池悠斗
- 谷口弘晃

### スタッフ

#### レフェリー
- 秀美（フリー）
- ドングリー藤江（プロレスリング紫焔）

#### リングアナウンサー
- 奥田誠弥（フリー）

#### エグゼクティブマネージャー
- Emiri（フリー）